# Franchigie presenti nei massimi campionati statunitensi di calcio
In questa pagina sono elencate tutte le squadre che hanno preso parte ai campionati di prima divisione nordamericana, la United Soccer Association (USA), la National Professional Soccer League (NPSL I), la North American Soccer League (NASL) e la Major League Soccer (MLS).

## Elenco squadre per città di appartenenza
L'elenco in ordine alfabetico delle squadre divise per città di appartenenza, lega e anni di attività.
| Naz.                   | Città           | Stato                 | Franchise                                      |
| ---------------------- | --------------- | --------------------- | ---------------------------------------------- |
| Stati Uniti (bandiera) | Anaheim         | California            | California Surf (NASL 1977-81)                 |
| Stati Uniti (bandiera) | Atlanta         | Georgia               | Atlanta Chiefs (NASL 1968-72 e 1979-81)        |
| Stati Uniti (bandiera) | Atlanta         | Georgia               | Atlanta Apollos (NASL 1973)                    |
| Stati Uniti (bandiera) | Atlanta         | Georgia               | Atlanta United (MLS 2017-)                     |
| Stati Uniti (bandiera) | Austin          | Texas                 | Austin FC (MLS 2021-)                          |
| Stati Uniti (bandiera) | Baltimora       | Maryland              | Baltimore Bays (NPSL I/NASL 1967-69)           |
| Stati Uniti (bandiera) | Baltimora       | Maryland              | Baltimore Comets (NASL 1974-1975)              |
| Stati Uniti (bandiera) | Boston          | Massachusetts         | Boston Rovers (USA 1967)                       |
| Stati Uniti (bandiera) | Boston          | Massachusetts         | Boston Beacons (NASL 1968)                     |
| Stati Uniti (bandiera) | Boston          | Massachusetts         | Boston Minutemen (NASL 1974-76)                |
| Canada (bandiera)      | Calgary         | Alberta               | Calgary Boomers (NASL 1981)                    |
| Stati Uniti (bandiera) | Charlotte       | Carolina del Nord     | Charlotte FC (MLS 2022-)                       |
| Stati Uniti (bandiera) | Chicago         | Illinois              | Chicago Spurs (NPSL 1967)                      |
| Stati Uniti (bandiera) | Chicago         | Illinois              | Chicago Mustangs (USA/NASL 1967-1968)          |
| Stati Uniti (bandiera) | Chicago         | Illinois              | Chicago Sting (NASL 1975-1984)                 |
| Stati Uniti (bandiera) | Chicago         | Illinois              | Chicago Fire (MLS 1998-)                       |
| Stati Uniti (bandiera) | Cincinnati      | Ohio                  | FC Cincinnati (MLS 2019-)                      |
| Stati Uniti (bandiera) | Cleveland       | Ohio                  | Cleveland Stokers (USA/NASL 1967-1968)         |
| Stati Uniti (bandiera) | Columbus        | Ohio                  | Columbus Crew (MLS 1996-)                      |
| Stati Uniti (bandiera) | Dallas          | Texas                 | Dallas Tornado (USA/NASL 1967-81)              |
| Stati Uniti (bandiera) | Dallas          | Texas                 | FC Dallas (MLS 1996-)                          |
| Stati Uniti (bandiera) | Denver          | Colorado              | Denver Dynamos (NASL 1974-75)                  |
| Stati Uniti (bandiera) | Denver          | Colorado              | Colorado Caribous (NASL 1978)                  |
| Stati Uniti (bandiera) | Denver          | Colorado              | Colorado Rapids (MLS 1996-)                    |
| Stati Uniti (bandiera) | Detroit         | Michigan              | Detroit Cougars (USA/NASL 1967-1968)           |
| Stati Uniti (bandiera) | Detroit         | Michigan              | Detroit Express (NASL 1978-80)                 |
| Canada (bandiera)      | Edmonton        | Alberta               | Edmonton Drillers (NASL 1979-82)               |
| Stati Uniti (bandiera) | Fort Lauderdale | Florida               | Ft. Lauderdale Strikers (NASL 1977-83)         |
| Stati Uniti (bandiera) | Foxborough      | Massachusetts         | N.E. Tea Men (NASL 1978-80)                    |
| Stati Uniti (bandiera) | Foxborough      | Massachusetts         | N.E. Revolution (MLS 1996-)                    |
| Stati Uniti (bandiera) | Hartford        | Connecticut           | Hartford Bicentennials (NASL 1975-77)          |
| Stati Uniti (bandiera) | Honolulu        | Hawaii                | Team Hawaii (NASL 1977)                        |
| Stati Uniti (bandiera) | Houston         | Texas                 | Houston Stars (USA/NASL 1967-1968)             |
| Stati Uniti (bandiera) | Houston         | Texas                 | Houston Hurricane (NASL 1978-80)               |
| Stati Uniti (bandiera) | Houston         | Texas                 | Houston Dynamo (MLS 2006-)                     |
| Stati Uniti (bandiera) | Jacksonville    | Florida               | Jacksonville Tea Men (NASL 1981-84)            |
| Stati Uniti (bandiera) | Kansas City     | Missouri              | K.C. Spurs (NASL 1968-70)                      |
| Stati Uniti (bandiera) | Kansas City     | Missouri              | K.C. Wizards (MLS 1996-2010)                   |
| Stati Uniti (bandiera) | Kansas City     | Kansas                | Sporting K.C. (MLS 2010-)                      |
| Stati Uniti (bandiera) | Las Vegas       | Nevada                | L.V. Quicksilvers (NASL 1978)                  |
| Stati Uniti (bandiera) | Los Angeles     | California            | Los Angeles Toros (NPSL 1967)                  |
| Stati Uniti (bandiera) | Los Angeles     | California            | L.A. Wolves (USA/NASL 1967-1968)               |
| Stati Uniti (bandiera) | Los Angeles     | California            | L.A. Aztecs (NASL 1974-81)                     |
| Stati Uniti (bandiera) | Los Angeles     | California            | LA Galaxy (MLS 1996-)                          |
| Stati Uniti (bandiera) | Los Angeles     | California            | Chivas USA (MLS 2005-2014)                     |
| Stati Uniti (bandiera) | Los Angeles     | California            | Los Angeles FC (MLS 2018-)                     |
| Stati Uniti (bandiera) | Miami           | Florida               | Miami Gatos (NASL 1972)                        |
| Stati Uniti (bandiera) | Miami           | Florida               | Miami Toros (NASL 1973-76)                     |
| Stati Uniti (bandiera) | Miami           | Florida               | Miami Fusion (MLS 1998-2001)                   |
| Stati Uniti (bandiera) | Miami           | Florida               | Inter Miami (MLS 2020-)                        |
| Stati Uniti (bandiera) | Memphis         | Tennessee             | Memphis Rogues (NASL 1978-80)                  |
| Stati Uniti (bandiera) | Minneapolis     | Minnesota             | Minnesota Kicks (NASL 1976-81)                 |
| Stati Uniti (bandiera) | Minneapolis     | Minnesota             | Minnesota Strikers (NASL 1984)                 |
| Stati Uniti (bandiera) | Minneapolis     | Minnesota             | Minnesota Utd (MLS 2017-)                      |
| Canada (bandiera)      | Montréal        | Québec                | Montréal Olympique (NASL 1971-74)              |
| Canada (bandiera)      | Montréal        | Québec                | Montréal Manic (NASL 1981-83)                  |
| Canada (bandiera)      | Montréal        | Québec                | CF Montréal (MLS 2012-)                        |
| Stati Uniti (bandiera) | Nashville       | Tennessee             | Nashville (MLS 2020-)                          |
| Stati Uniti (bandiera) | New Haven       | Connecticut           | Connecticut Bicentennials (NASL 1977)          |
| Stati Uniti (bandiera) | New York        | New York              | N.Y. Skyliners (USA 1967)                      |
| Stati Uniti (bandiera) | New York        | New York              | N.Y. Generals (NPSL/NASL 1967-1968)            |
| Stati Uniti (bandiera) | New York        | New York              | N.Y. Cosmos (NASL 1971-84)                     |
| Stati Uniti (bandiera) | New York        | New York              | N.Y. Red Bulls (MLS 1996-)                     |
| Stati Uniti (bandiera) | New York        | New York              | New York City (MLS 2015-)                      |
| Stati Uniti (bandiera) | Oakland         | California            | Oakland Clippers (NPSL/NASL 1967-1968)         |
| Stati Uniti (bandiera) | Oakland         | California            | Oakland Stompers (NASL 1978).                  |
| Stati Uniti (bandiera) | Orlando         | Florida               | Orlando City (MLS 2015-)                       |
| Stati Uniti (bandiera) | Pittsburgh      | Pennsylvania          | Pittsburgh Phantoms (NPSL 1967)                |
| Stati Uniti (bandiera) | Philadelphia    | Pennsylvania          | Philadelphia Spartans (NPSL 1967)              |
| Stati Uniti (bandiera) | Philadelphia    | Pennsylvania          | Philadelphia Atoms (NASL 1973-76)              |
| Stati Uniti (bandiera) | Philadelphia    | Pennsylvania          | Philadelphia Fury (NASL 1978-80)               |
| Stati Uniti (bandiera) | Philadelphia    | Pennsylvania          | Philadelphia Union (MLS 2010-)                 |
| Stati Uniti (bandiera) | Portland        | Oregon                | Portland Timbers (NASL 1975-82 e MLS 2011-)    |
| Stati Uniti (bandiera) | Rochester       | New York              | Rochester Lancers (NASL 1970-80)               |
| Stati Uniti (bandiera) | Saint Louis     | Missouri              | St. Louis Stars (NPSL/NASL 1967-77)            |
| Stati Uniti (bandiera) | Saint Louis     | Missouri              | St. Louis City (MLS 2023-)                     |
| Stati Uniti (bandiera) | Salt Lake City  | Utah                  | Real Salt Lake (MLS 2005-)                     |
| Stati Uniti (bandiera) | San Antonio     | Texas                 | S.A. Thunder (NASL 1975-76)                    |
| Stati Uniti (bandiera) | San Diego       | California            | San Diego Toros (NASL 1968)                    |
| Stati Uniti (bandiera) | San Diego       | California            | San Diego Jaws (NASL 1976)                     |
| Stati Uniti (bandiera) | San Diego       | California            | San Diego Sockers (NASL 1978-84)               |
| Stati Uniti (bandiera) | San Diego       | California            | San Diego (MLS 2025-)                          |
| Stati Uniti (bandiera) | San Francisco   | California            | S.F. Gales (USA 1967)                          |
| Stati Uniti (bandiera) | San Jose        | California            | S.J. Earthquakes (NASL 1974-83)                |
| Stati Uniti (bandiera) | San Jose        | California            | G.B. Earthquakes (NASL 1983-84)                |
| Stati Uniti (bandiera) | San Jose        | California            | S.J. Earthquakes (MLS 1996-)                   |
| Stati Uniti (bandiera) | Seattle         | Washington            | Seattle Sounders (NASL 1974-83 e MLS 2009-)    |
| Stati Uniti (bandiera) | Tampa           | Florida               | T.B. Rowdies (NASL 1975-84)                    |
| Stati Uniti (bandiera) | Tampa           | Florida               | Tampa Bay Mutiny (MLS 1996-2001)               |
| Canada (bandiera)      | Toronto         | Ontario               | Toronto City (USA 1967)                        |
| Canada (bandiera)      | Toronto         | Ontario               | Toronto Falcons (NPSL/NASL 1967-68)            |
| Canada (bandiera)      | Toronto         | Ontario               | Toronto Metros (NASL 1971-74)                  |
| Canada (bandiera)      | Toronto         | Ontario               | Toronto Metros-Croatia (NASL 1975-78)          |
| Canada (bandiera)      | Toronto         | Ontario               | Toronto Blizzard (NASL 1978-84)                |
| Canada (bandiera)      | Toronto         | Ontario               | Toronto FC (MLS 2007-)                         |
| Stati Uniti (bandiera) | Tulsa           | Oklahoma              | Tulsa Roughnecks (NASL 1978-84)                |
| Canada (bandiera)      | Vancouver       | Columbia Britannica   | Vancouver Royals (USA/NASL 1967-1968)          |
| Canada (bandiera)      | Vancouver       | Columbia Britannica   | Vancouver Whitecaps (NASL 1974-84 e MLS 2011-) |
| Stati Uniti (bandiera) | Washington      | Distretto di Columbia | Washington Whips (USA/NASL 1967-1968)          |
| Stati Uniti (bandiera) | Washington      | Distretto di Columbia | Washington Darts (NASL 1970-71)                |
| Stati Uniti (bandiera) | Washington      | Distretto di Columbia | Washington Diplomats (NASL 1974-81)            |
| Stati Uniti (bandiera) | Washington      | Distretto di Columbia | Team America (NASL 1983)                       |
| Stati Uniti (bandiera) | Washington      | Distretto di Columbia | D.C. United (MLS 1996-)                        |